# Sidinho Moreira
Sidney Martins Moreira ou Sidinho Moreira (Rio de Janeiro, 1950) é um percussionista brasileiro.
Sidinho é um músico brasileiro famoso por sua capacidade incrível de criação na música utilizando seus instrumentos de percussão, participou da execução da trilha sonora dos filmes Tropa de Elite 1 e 2.Ao longo de sua carreira, atuou em shows e gravações com vários artistas nacionais, como Chico Buarque,Nana Caymmi,Gal Costa,Jorge Benjor,Marina,Zélia Duncan                                      Lulu Santos,Cazuza,Marcos Valle, Elba Ramalho, Elis Regina,Ney Matogrosso, Gilberto Gil, Caetano Veloso,Ed Motta, João Bosco, Jorge Vercilo, Leila Pinheiro, Marcelo D2, Simone, Tim Maia, João Donato, Tim Maia,Alceu Valença, Ivan Lins, Roberto Carlos, Banda Black Rio, Djavan  entre tantos outros e também internacionais como Sting,Mariah Carey,  Paul Simon ,Julio Iglesias 